# CDMA2000
CDMA2000, auch IS-2000, bezeichnet einen Mobilfunkstandard der dritten Generation (3G), der primär in Amerika und Teilen von Asien und Afrika für den Betrieb von Mobilfunknetzen Anwendung findet. CDMA2000 verwendet zur Datenübertragung, wie auch der in Europa verwendete 3G-Mobilfunkstandard Universal Mobile Telecommunications System (UMTS) ein Codemultiplexverfahren (engl. Code Division Multiple Access, CDMA), wovon sich die Bezeichnung des Standards ableitet. CDMA2000 ist im Rahmen des IMT-2000 (engl. International Mobile Telecommunications-2000) der ITU-R spezifiziert und die Bezeichnung CDMA2000 ist eine registrierte Markenbezeichnung der Telecommunications Industry Association (TIA-USA) in den USA.
Umgangssprachlich wird der Mobilfunkstandard CDMA2000 fälschlicherweise mit dem Verfahren des Codemultiplex CDMA gleichgesetzt. Tatsächlich basiert CDMA2000 in Teilen auf CDMA, stellt aber nicht das Multiplexverfahren CDMA dar. Der UMTS-Standard basiert ebenfalls auf einem Codemultiplexverfahren, ist allerdings zu dem Standard CDMA2000 nicht kompatibel.
Die Entwicklungsgeschichte von CDMA2000 geht auf den älteren, der zweiten Generation zugerechneten Mobilfunkstandard IS-95 (cdmaOne) zurück, welcher von der amerikanischen Firma Qualcomm entwickelt wurde. Die in CDMA2000 eingesetzten Verfahren sind teilweise patentiert und die Hersteller von Basisstationen und Mobilfunkgeräten sind in der CDMA Development Group eingetragene Mitglieder. Die Weiterentwicklung von CDMA2000 wird im Rahmen von 3GPP2 (3rd Generation Partnership Project 2) vorangetrieben, während der UMTS-Mobilfunkstandard im Rahmen von 3GPP (3rd Generation Partnership Project) erfolgt.

## Typen

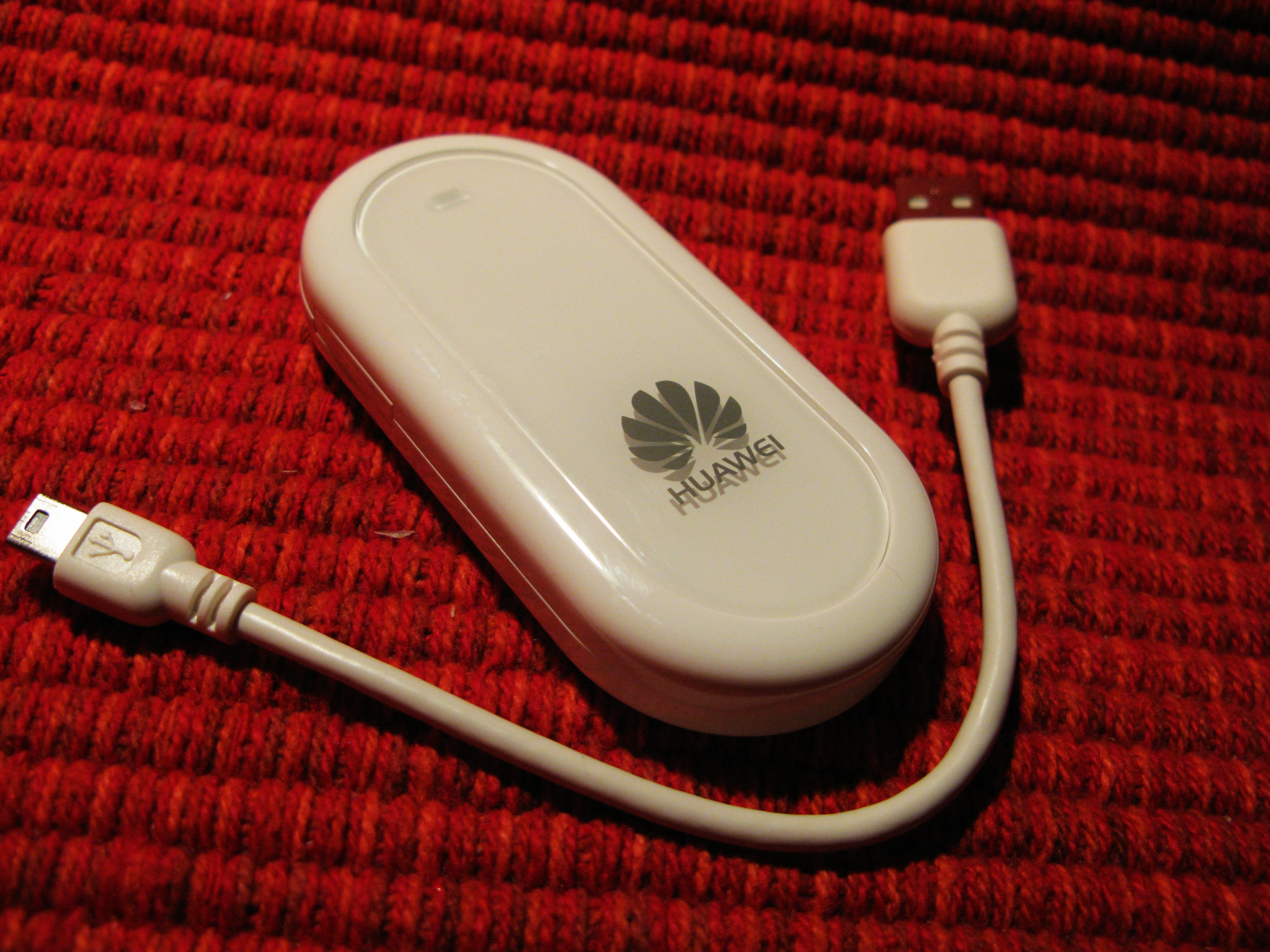
Datenmodem für CDMA2000 EV-DO

Der CDMA2000 Standard unterteilt sich in mehrere Substandards, welche verschiedene Details beschreiben und sich teilweise aus der geschichtlichen Entwicklung heraus ergeben haben. Die wesentlichen Teilbereiche sind:
- CDMA2000 1xRTT, der älteste Standard für die Funkschnittstelle. CDMA2000 1xRTT wird manchmal auch der Mobilfunkgeneration 2,5G zugerechnet, also zwischen den beiden Mobilfunkgenerationen der zweiten und der dritten Generation. 1xRTT verwendet eine Bandbreite von 1,25 MHz. Datenübertragungen, so sie neben der Sprachtelefonie angeboten werden, sind typischerweise auf 144 kBit/s limitiert.
- CDMA2000 3xRTT ist auch als EV-DO rev B bekannt und verwendet die dreifache Bandbreite von 3,75 MHz. Neben der größeren Bandbreite wurde die Multiplexverfahren am Funkkanal verbessert und mögliche Datenraten können im Downlink bis zu 4,9 Mbit/s betragen.
- CDMA2000 EV-DO, für Evolution-Data Optimized oder  Evolution-Data only, bezeichnet im Rahmen von CDMA2000 Verfahren zur ausschließlichen Datenübertragung, beispielsweise für mobile Internetzugänge. Im Rahmen von EV-DO findet neben Codemultiplexverfahren (CDMA) auch Zeitmultiplexverfahren (TDMA) Anwendung. CDMA2000 EV-DO ist vor allem für jene Anbieter interessant, welche über keine eigene Infrastruktur für die Sprachtelefonie verfügen, wie beispielsweise Internetdienstanbieter. EV-DO ist funktionell ähnlich dem bei UMTS verwendeten High Speed Downlink Packet Access (HSDPA).
- CDMA2000 EV-DV, für Evolution-Data/Voice, erlaubt neben der Übertragung von Daten auch Sprache (Sprachtelefonie).

Sowohl bei EV-DV als auch EV-DO können Datenraten bis zu 3 MBit/s im Downlink und bis zu 1,8 MBit/s im Uplink erreicht werden.

## Frequenzbereiche
Für den Betrieb von CDMA2000-Mobilfunknetze sind folgende Frequenzbereiche vorgesehen, wobei auch die bei den Frequenzen erreichbaren Größen der Funkzellen angegeben sind.
| Frequenz (MHz) | Zellgröße (km) | Fläche (km²) | Relative Zellanzahl |
| -------------- | -------------- | ------------ | ------------------- |
| 450            | 48,9           | 7521         | 1,0                 |
| 950            | 26,9           | 2269         | 3,3                 |
| 1800           | 14,0           | 618          | 12,2                |
| 2100           | 12,0           | 449          | 16,2                |

Die folgende Tabelle listet alle möglichen Frequenzbänder auf:
| Bandklasse | ƒ (MHz) | Gängiger Name                  | Uplink (MHz)  | Downlink (MHz) | Duplexlücke (MHz) | Entsprechendes LTE-Band                     |
| ---------- | ------- | ------------------------------ | ------------- | -------------- | ----------------- | ------------------------------------------- |
| 0          | 800     | 800 MHz                        | 815–849       | 860–894        | 45                | 26                                          |
| 1          | 1900    | 1900 MHz                       | 1850–1910     | 1930–1990      | 80                | 2                                           |
| 2          | 900     | TACS                           | 872–915       | 917–960        | 45                | teilweise: 8                                |
| 3          | 850     | JTACS                          | 887–925       | 832–870        | -55               | -                                           |
| 4          | 1800    | Koreanisches PCS               | 1750–1780     | 1840–1870      | 90                | abweichende Duplexlücke: 3                  |
| 5          | 450     | 450 MHz                        | 410–483       | 420–493        | 10                | teilweise: 31, 72, 73, 87, 88               |
| 6          | 2100    | 2 GHz                          | 1920–1980     | 2110–2170      | 190               | 1                                           |
| 7          | 700     | Oberes 700 MHz                 | 776–788       | 746–758        | -30               | teilweise, mit abweichender Duplexlücke: 13 |
| 8          | 1800    | 1800 MHz                       | 1710–1785     | 1805–1880      | 95                | 3                                           |
| 9          | 900     | 900 MHz                        | 880–915       | 925–960        | 45                | 8                                           |
| 10         | 800     | Sekundäres 800 MHz             | 806–891       | 851–940        | 45                | teilweise: 8, 26, 27                        |
| 11         | 400     | 400 MHz Europäisches PAMR      | 410–483       | 420–493        | 10                | teilweise: 31, 72, 73, 87, 88               |
| 12         | 800     | 800 MHz PAMR                   | 870–876       | 915–921        | 45                | -                                           |
| 13         | 2500    | 2.5 GHz IMT-2000 Erweiterung   | 2500–2570     | 2620–2690      | 120               | 7                                           |
| 14         | 1900    | U.S. PCS 1.9 GHz               | 1850–1915     | 1930–1995      | 80                | 25                                          |
| 15         | 1700    | AWS                            | 1710–1755     | 2110–2155      | 400               | 4                                           |
| 16         | 2500    | U.S. 2.5 GHz                   | 2502–2568     | 2624–2690      | 122               | abweichende Duplexlücke: 7                  |
| 18         | 700     | 700 MHz Öffentliche Sicherheit | 787–799       | 757–769        | -30               | teilweise: 14, 103                          |
| 19         | 700     | Unteres 700 MHz                | 698–716       | 728–746        | 30                | 85                                          |
| 20         | 1600    | L-Band                         | 1626,5–1660,5 | 1525–1559      | -101,5            | 24                                          |
| 21         | 2000    | S-Band                         | 2000–2020     | 2180–2200      | 180               | 23                                          |

## CDMA2000 in Deutschland
Da sich der Mobilfunk in Europa aus dem GSM-Standard entwickelt hat, spielen CDMA2000 und EV-DO in Deutschland keine bedeutende Rolle. Die von CDMA2000 verwendete Frequenz von 1800 MHz kollidiert in Deutschland mit dem GSM- und LTE-Funk. Der Frequenzbereich um 450 MHz ist seit der Abschaltung des alten C-Netzes Ende des Jahres 2000 jedoch frei geworden.
NetCologne realisiert den Dienst „Internet OnAir“, respektive „Mobile SpeedNet“ auf der Basis von CDMA2000 und EV-DO bei 450 MHz.